# آبشار اتودوم
آبشار اتودوم (به انگلیسی: Otodome Falls) آبشاری است که در فوجی‌نومیا، شیزوئوکا، استان شیزوئوکا، ژاپن واقع شده و ارتفاع کلی ریزشگاه آن ۲۵ متر است.